# Erich Maria Remarque
Pour les articles homonymes, voir Remarque.
Erich Maria Remarque, né Erich Paul Remark, ou Erich Paul Kramer selon le dictionnaire mondial des littératures de Larousse (Kramer donnant Remark, lu de droite à gauche), le 22 juin 1898 à Osnabrück (Province de Hanovre) et mort le 25 septembre 1970 à Locarno (Suisse), est un écrivain allemand, naturalisé américain en 1947 après avoir été déchu de sa nationalité allemande par le régime nazi en juillet 1938.
Un de ses livres, À l'Ouest, rien de nouveau (Im Westen nichts Neues), un roman pacifiste sur la Première Guerre mondiale, connut, dès sa parution en 1929, un succès mondial retentissant et reste un ouvrage phare sur le premier conflit mondial. À l'instar de Catherine soldat (Die Katrin wird Soldat) d'Adrienne Thomas, ce livre fut brûlé lors des autodafés de 1933 en Allemagne. E.M. Remarque s'exila en Suisse, puis aux États-Unis où il obtint sa naturalisation.

## Biographie

### Jeunesse
Erich Paul Remark est le fils de Peter Franz Remark, un relieur, et d'Anna Maria, son épouse, née Stallknecht. À la suite des années 1904-1912 passées à l’école publique obligatoire, la Volksschule, il fréquente le séminaire catholique de formation des maîtres. Après avoir passé ses examens dans l'urgence, il est incorporé dans l'armée en 1916 et envoyé sur le front de l'Ouest en juin 1917, où il est blessé dès la fin juillet par des éclats de grenade, au cou et aux membres. Bien que dans son célèbre roman À l'Ouest, rien de nouveau le héros Paul Bäumer soit un engagé volontaire, Remark est mobilisé et non pas volontaire. Le 9 septembre de cette même année, sa mère meurt d'un cancer.

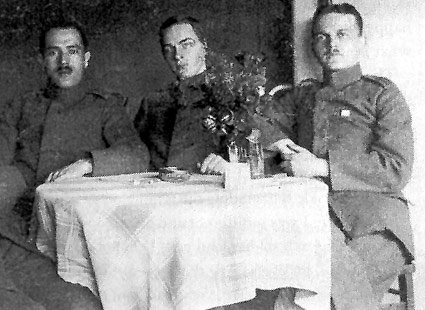
E.M. Remarque (au centre) pendant le premier conflit mondial.

À la fin de la guerre, en 1918, il se retrouve à l'hôpital militaire de Duisbourg. Le 5 janvier 1919, il est démobilisé et renonce officiellement à toute médaille ou décoration. Le 14 février, son père se remarie avec Maria Anna Henrika Bahlmann. E.P. Remark passe son habilitation à l'enseignement et, le 1er août 1919, commence une carrière d'instituteur qui le mène à Lohne (près de Lingen), puis à Klein Berßen (Emsland) dès mai 1920, et enfin à Nahne (qui depuis 1972 fait partie d'Osnabrück) en août 1920. Cette carrière s'achève le 20 novembre de la même année. Son premier roman, La Baraque de rêve (Die Traumbude), est un échec. Il s'essaie alors à divers emplois à Osnabrück : comptable, vendeur de pierres tombales, professeur de piano, organiste, libraire.
Il se fait appeler Erich Maria Remarque dès 1924, le changement de prénom, pour « Maria », datant de novembre 1922. Ce changement de prénom est un hommage à sa mère, bien que sa belle-mère prenne cet hommage pour elle. Il aurait cependant avoué à d'anciens amis de collège que c'était un hommage à Rainer Maria Rilke.

### Journalisme

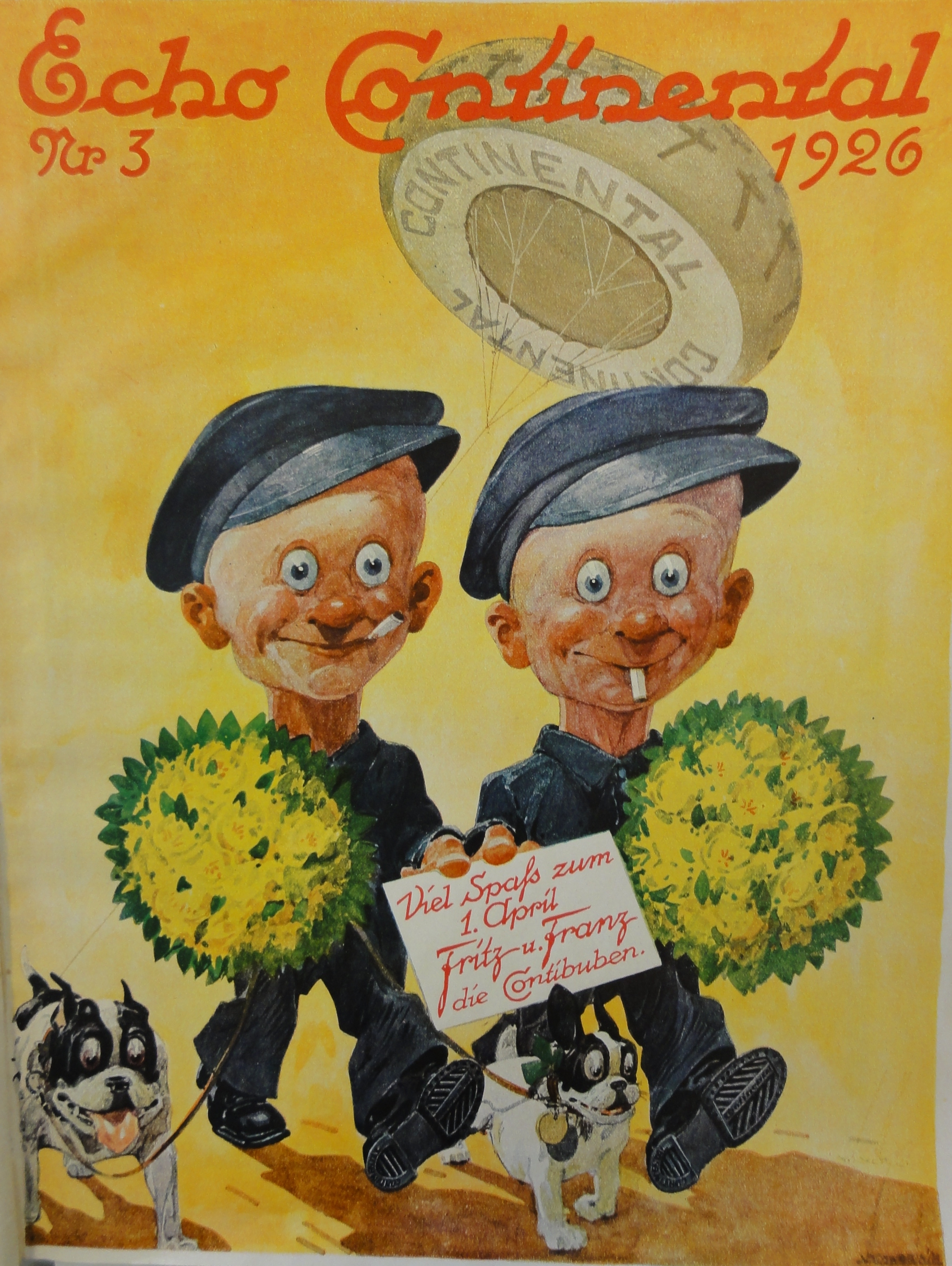
Une couverture de l’Echo-Continental de 1926.

Il devient journaliste à la Osnabrücker Tages-Zeitung, l’Echo-Continental (journal de l'entreprise du même nom), Hanovre (1922) et Sport im Bild, Berlin (1924). Il utilise son nom de plume complet, Erich Maria Remarque, dès 1925. À Hanovre, il publie divers papiers sous cette signature dans des journaux et hebdomadaires. Le 14 octobre 1925, il épouse la danseuse Ilse Jutta, Jeanne Zambona, née le 15 août 1901 à Hildesheim (elle mourra le 25 juin 1975). Il s'habille alors avec élégance, porte monocle et rêve de s'intégrer dans la société bourgeoise. En 1926, il achète le titre de baron de Buchenwald pour cinq cents reichsmarks à un noble ruiné, Hugo von Buchenwald, qui l'adopte dans le but de lui transmettre le titre.

### À l'Ouest, rien de nouveau
Le 1er février 1927, il quitte l'Église catholique et se sépare de sa femme Ilse Jutta Zambona. Vers la fin de l'année, il commence l'écriture de son roman À l'Ouest, rien de nouveau (en allemand Im Westen nichts Neues). En mars 1928, l'éditeur S. Fischer refuse de publier le roman, mais en août Ullstein l'accepte et signe un contrat avec E.M. Remarque qui est alors responsable du contenu éditorial de Sport im Bild, qu'il quitte le 15 novembre. Le 29 janvier 1929, E.M. Remarque s'installe à Davos, où il séjourne jusqu'en avril ; c'est alors que la presse nationaliste allemande prétend qu'il est juif et que son vrai nom est Kramer (anagramme de Remark). Cette même année, il entreprend l'écriture d’Après (Der Weg zurück).

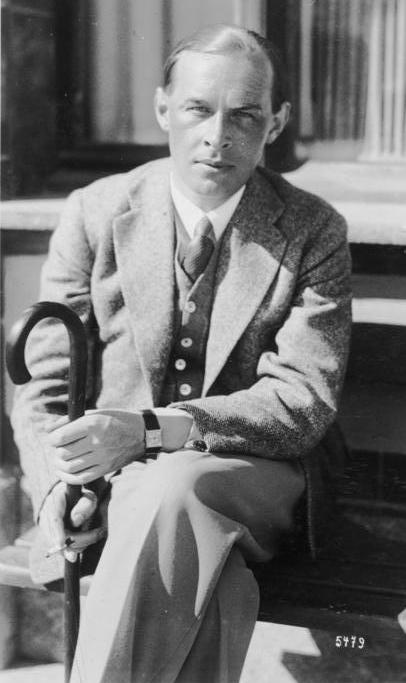
E.M. Remarque à Davos en 1929.

L’année 1930 commence par son divorce d'avec Ilse Jutta Zambona, puis en mars L'Ennemi (Der Feind) est publié. Le 29 avril, c'est la première aux États-Unis de l'adaptation cinématographique d’À l'Ouest, rien de nouveau par Lewis Milestone. Le film sort le 4 décembre en Allemagne, des émeutes dans les cinémas sont organisées par Joseph Goebbels et les sympathisants du parti nazi. Le 11 décembre, le film est interdit en Allemagne par la Film-Oberprüfstelle, le comité de censure cinématographique de l'époque. Lewis Milestone est récompensé par deux oscars (celui du meilleur réalisateur et du meilleur film) la même année.
En 1931, le professeur Sigismond Cybichowski suggère son nom et celui de Nicholas Butler pour le prix Nobel de la paix. Cette année-là, Remarque organise une pétition contre l'interdiction du film À l'Ouest, rien de nouveau et achète la villa Casa Monte Tabor à Porto Ronco en Suisse, sur les bords du lac Majeur.

### Exil
En 1933, après quelques démêlés judiciaires orchestrés par les nazis en 1932, E.M. Remarque quitte l'Allemagne. Il offre l'asile dans sa maison de Porto Ronco, en Suisse à ceux qui fuient l'Allemagne nazie, comme Hans Sochaczewer. En mai, on retrouve dans sa propriété le cadavre du journaliste juif Felix Manuel Mendelssohn. On soupçonne les nazis de cet assassinat. À Berlin, les livres de Remarque sont brûlés sur la place publique comme ceux d'Adrienne Thomas et de Heinrich Heine. Il commence à écrire Trois Camarades en 1934 ; l'année suivante un envoyé de Hermann Göring lui rend visite à Porto Ronco pour le convaincre de rentrer en Allemagne, ce qu'il refuse.
La première de The Road Back de James Whale, d'après son roman Der Weg zurück, a lieu le 17 juin 1937. Il reçoit un passeport de la république de Panama pour lui-même et Ilse Jutta Zambona. En septembre, il rencontre Marlene Dietrich à Venise et se lie d'amitié avec Josef von Sternberg. Il passe ensuite quelques mois à Paris et part pour Vienne en décembre.

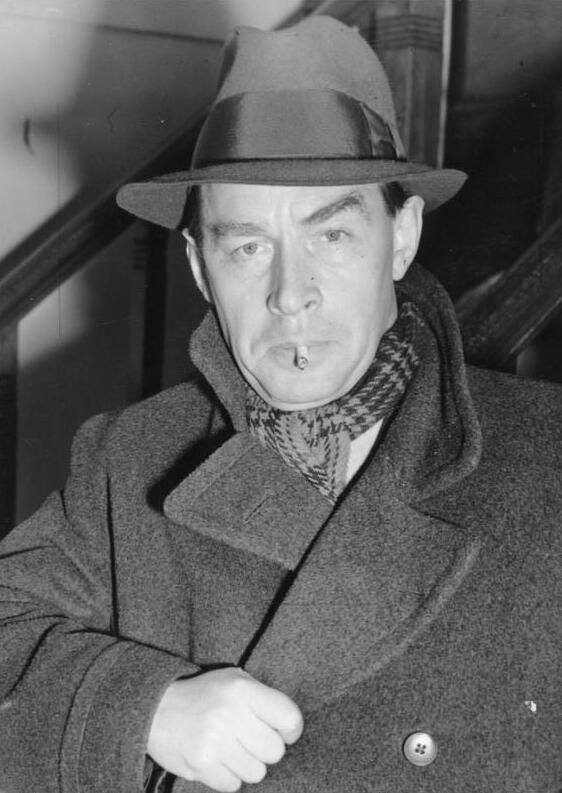
E.M. Remarque à son arrivée à New York, débarquant du Queen Mary le 23 mars 1939.

En 1938, il épouse une seconde fois Ilse Jutta Zambona et entreprend l'écriture de Liebe Deinen Nächsten. La première de Trois Camarades, adaptation de son roman Drei Kameraden, a lieu le 20 mai. En juillet, il est déchu de sa nationalité allemande, Ilse l’est en novembre. À Porto Ronco, il entreprend l'écriture d’Arc de Triomphe en décembre. En mars 1939, il se rend aux États-Unis et, pendant deux mois, visite New York, Chicago et Los Angeles. E.M. Remarque rentre en Europe en juillet et passe l'été à Antibes avec Marlene Dietrich et son clan.
Il abandonne rapidement les contacts avec sa famille désargentée en Allemagne et ne répond pas aux demandes d'aide financière, même de sa sœur Elfriede Remark, très malade. Plus tard, confronté à la mort tragique de celle-ci, il en éprouvera du remords.

### Émigrant aux États-Unis
À la fin d'août 1939, il repart pour les États-Unis, à bord du Queen Mary puis se rend à Los Angeles, auprès de Marlene Dietrich, il se lie d'amitié avec Elisabeth Bergner, Paul Czinner, Orson Welles, Igor Stravinsky, Arthur Rubinstein et Bertolt Brecht. En 1940, il fait la connaissance des actrices Paulette Goddard et Greta Garbo, mais se brouille avec Marlene Dietrich. Dès lors, E.M. Remarque travaille intensément pour le cinéma. Il rencontre également des représentants du gouvernement américain pour discuter d'un possible ouvrage contre le fascisme. En 1944, l'Office of Strategic Services (OSS) tente de le convaincre de s'engager dans la propagande en Europe, alors que les Alliés convergent vers l'Allemagne.
L'année précédente, une de ses sœurs, Elfriede Scholz, condamnée à mort en Allemagne pour « atteinte au moral de l'armée », est décapitée à la prison de Plötzensee le 16 décembre 1943. La sévérité de la peine prononcée contre elle peut être attribuée à la haine que le régime nazi porte à son frère qui a fui le pays, échappant aux poursuites. D'après un témoin contemporain, le juge Roland Freiser aurait déclaré lors du procès : « Votre frère s’est mis hors de notre atteinte, vous ne nous échapperez pas,,. »
Pendant que sa sœur attend sa condamnation, Erich Maria Remarque mène une vie tapageuse à Hollywood. Il n'apprend le sort de sa sœur qu'en 1946. Il écrit dans son journal le 11 juin 1946 : « Ma sœur Elfriede, arrêtée en 1943 pour propos contre l'État, condamnée par le Volksgerichsthof, exécutée en décembre 1943. » Le 20 août 1950, se faisant des reproches tardifs, il écrit « Qu'as-tu, grand amant, donné à ta famille avec tout ton dévouement ? Ta sœur est morte ; elle aurait pu être sauvée ; tu ne voulais pas nourrir tout le monde en Suisse. Toi tu avais honte de ta famille. » Il publie en 1952 un roman sur la terreur nazie, L'Etincelle de vie (de), dédié à sa sœur,,.
Après guerre, les films réalisés d’après les œuvres de Remarque se succèdent. Il revient en Europe en 1948, se rend à Paris, Porto Ronco et Rome avant de rentrer aux États-Unis. Le 20 mai 1957, il divorce une seconde fois d'Ilse Jutta Zambona, puis se remarie, le 25 février 1958, avec l’actrice Paulette Goddard à Branford (Connecticut).
En 1958, E.M. Remarque apparaît dans un des films dont le scénario est inspiré par l’un de ses romans (Le Temps d'aimer et le Temps de mourir) : il y joue le rôle du professeur Pohlmann qui, vers la fin de la Seconde Guerre mondiale, propose au héros de fuir l’Allemagne plutôt que de retourner sur le front de l'Est où une mort probable l’attend ; il s’agit de la seule apparition de l’écrivain au cinéma.

### Retour en Europe
Dès le début des années 1960, il rentre en Europe et ne retourne aux États-Unis qu'épisodiquement. Il voyage beaucoup, écrit et est fréquemment interviewé par des journalistes. Il meurt le 25 septembre 1970 à Locarno, et repose dans le cimetière de Ronco sopra Ascona (Porto Ronco). L’année suivante, sa veuve Paulette Goddard édite son dernier roman, Shadows in Paradise ; elle lui survit vingt ans et meurt dans leur villa.

Erich Maria Remarque et Paulette Goddard dans leur villa de Porto Ronco en octobre 1961
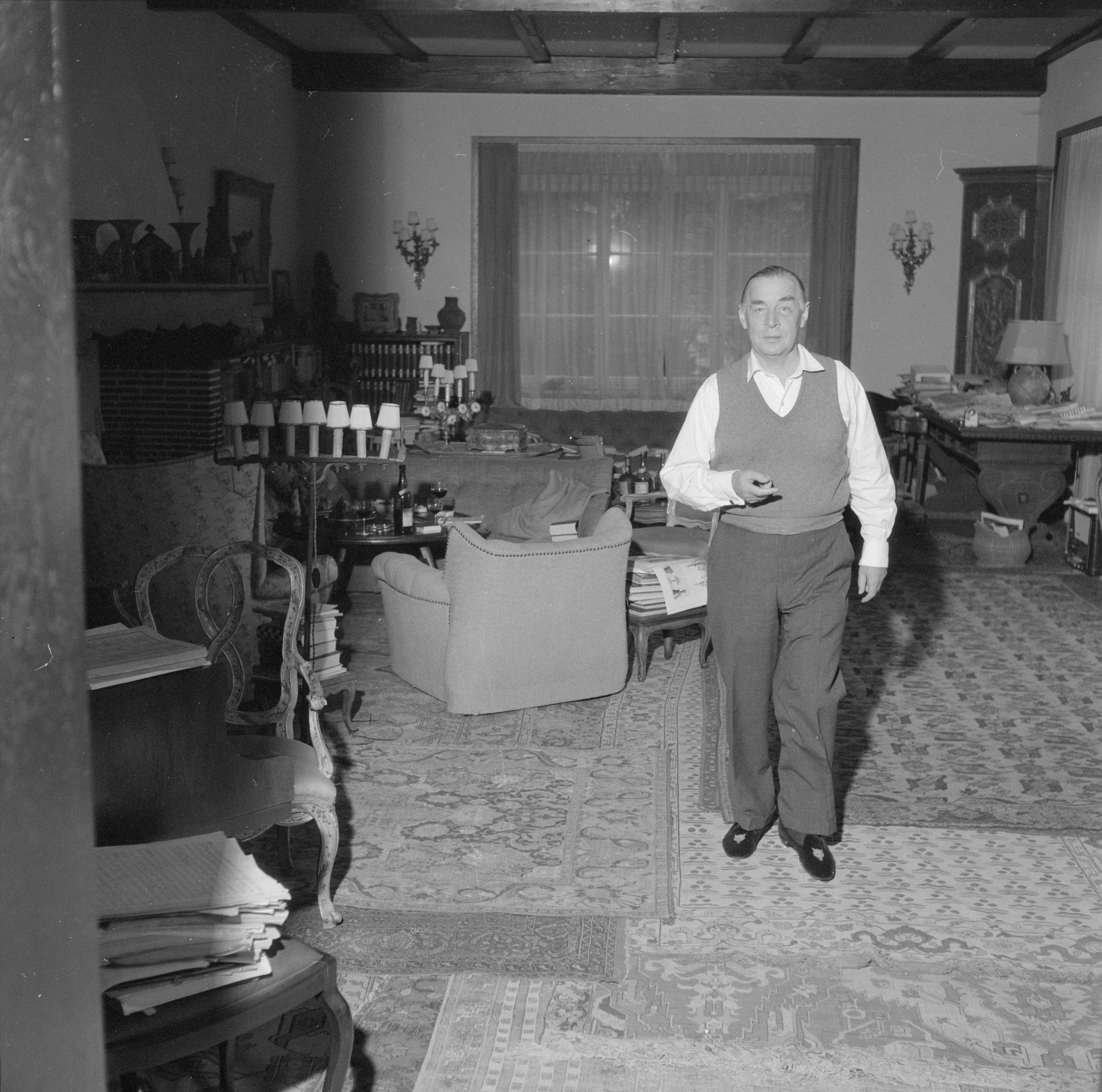
Erich Maria Remarque.
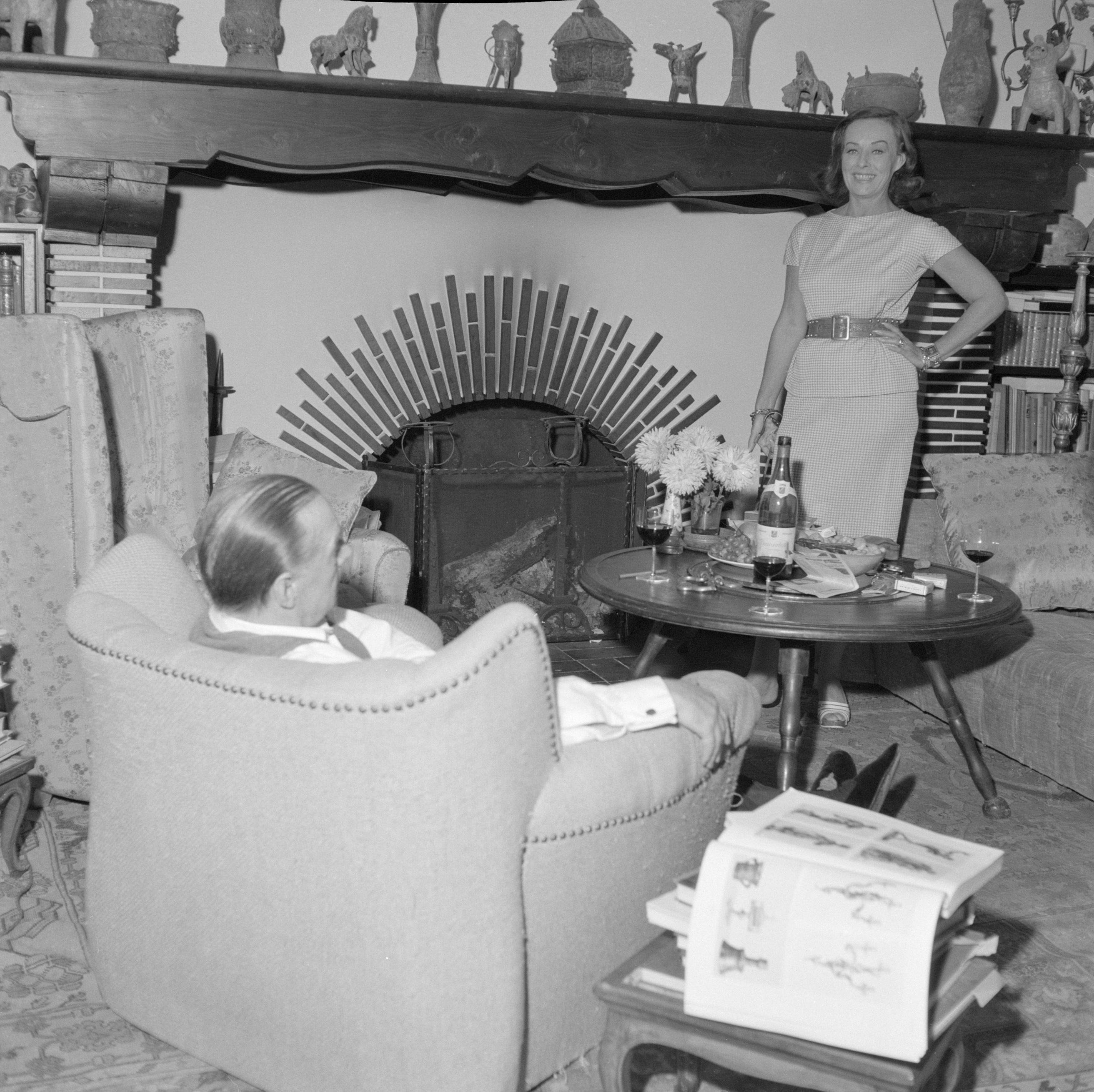
E.M. Remarque (assis de dos) et Paulette Goddard (de face).

### La villaCasa Monte Tabor
Erich Maria Remarque meurt dans sa somptueuse villa sur les bords du lac Majeur. À la mort de Paulette Goddard, la villa revient en héritage à l’université de New York. Celle-ci refusant de verser les importants droits de succession, la villa est mise aux enchères en 1994 et, cinq ans plus tard, Helen et Gerald Palmer l'acquièrent.
Dans le but de la transformer en musée et en résidence d'artistes axée sur la créativité, la liberté et la paix (selon les dernières volontés de Paulette Goddard),, une tentative de levée d'une somme de 6 millions de francs suisses (soit environ 7 millions de dollars) est lancée vers 2010 pour racheter la propriété et l'aménager. Début 2014, désormais estimée à plus de 7 millions de francs suisses, la villa n'était toujours pas vendue. Mais en 2021, la propriété a été acquise par un couple allemand qui souhaite préserver la Casa Monte Tabor comme lieu de promotion de la paix et de préservation de l'héritage d'Erich Maria Remarque. Elle continuera d'accueillir des événements sur des thèmes liés à la paix. La villa a été entièrement rénovée en 2023.

## Œuvres

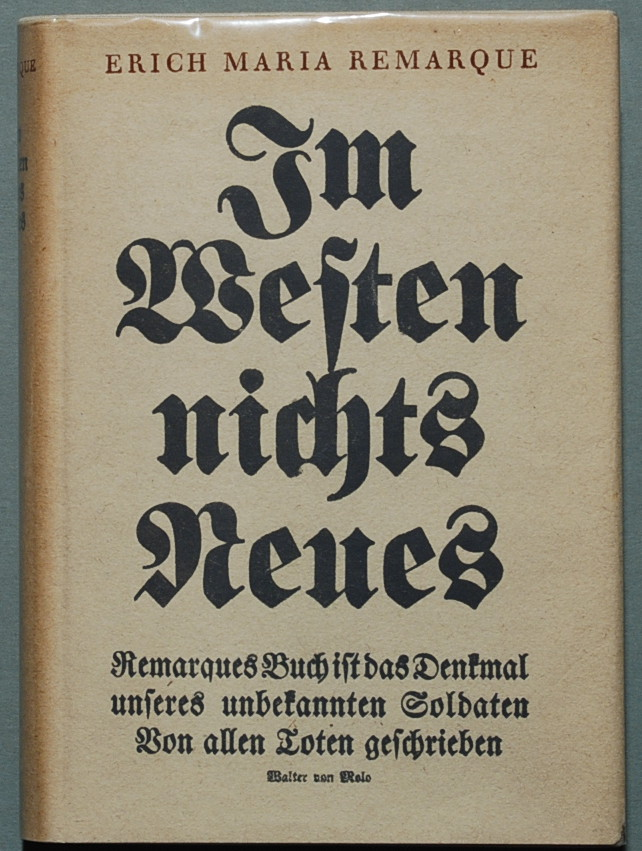
Première édition (1929) d’À l'Ouest, rien de nouveau en allemand.

Toutes les œuvres d’Erich Maria Remarque sont profondément marquées par sa vie, et peuvent être considérées comme des autobiographies romancées.
- 1920 : La Baraque de rêve (titre original : Die Traumbude).
- 1929 : À l'Ouest, rien de nouveau (titre original : Im Westen nichts Neues).
- 1931 : Après (titre original : Der Weg zurück).
- 1937 : Trois Camarades (titre original : Die Kameraden, aussi connu en français sous le titre Les Camarades).
- 1939 : Les Exilés (titre original : Liebe deinen Nächsten).
- 1946 : Arc de Triomphe (titre original en allemand : Arc de Triomphe). Traduit en français par Yvan Goll.
- 1952 : L'Étincelle de vie (titre original : Der Funke Leben), traducteur Michel Tournier (1953).
- 1954 : Un temps pour vivre, un temps pour mourir (titre original : Zeit zu leben und Zeit zu sterben), traduit par Michel Tournier sous le titre L’Île d’espérance, paru aux éditions Plon (1955).
- 1956 : L'Obélisque noir[13] (titre original : Die schwarze Obelisk).
- 1961 : Le ciel n'a pas de préférés (titre original : Der Himmel kennt keine Günstlinge) (OCLC 11265885).
- 1963 : La Nuit de Lisbonne (titre original : Die Nacht von Lissabon) (OCLC 72372714).
- 1970 : Das gelobte Land (inachevé, parution posthume en allemand en 2010, traduction anglaise parue en 2015[14], traduction française par Bernard Lortholary parue en 2017 chez Stock sous le titre Cette terre promise).
- 1972 : Schatten im Paradies (parution posthume, traduction française par Madeleine Othenin-Girard aux éditions Plon en 1972 sous le titre Ombres)

## Filmographie
- 1930 : À l'Ouest, rien de nouveau (All Quiet on the Western Front) de Lewis Milestone. Scénario de George Abbott (d’après le roman d’Erich Maria Remarque Im Westen nichts Neues).
- 1937 : The Road Back de James Whale. Scénario de Charles Kenyon, E.M. Remarque (d’après son roman Der Weg zurück) et R.C. Sherrif.
- 1938 : Trois Camarades (Three Comrades) de Frank Borzage. Scénario de F. Scott Fitzgerald, Edward E. Paramore Jr et E.M. Remarque (d’après son roman Drei Kameraden).
- 1941 : Ainsi finit notre nuit (So Ends Our Night) de John Cromwell. Scénario d’E.M. Remarque (d’après son roman Liebe deinen Nächsten) et Talbot Jennings.
- 1947 : L’Orchidée blanche (The Other Love) d’André de Toth. Scénario de Beyond, Ladislas Fodor et Harry Brown, d’après E.M. Remarque.
- 1948 : Arc de Triomphe (Arch of Triumph) de Lewis Milestone. Scénario d’E.M. Remarque (d’après son roman de même nom), Lewis Milestone et Harry Brown.
- 1955 : La Fin d'Hitler (Der Letzte Akt, trad. littérale : ‘‘Le Dernier Acte‘‘) de Georg Wilhelm Pabst. Scénario de Fritz Habeck, M.A. Mussano (d’après son roman Ten Days To Die) et E.M. Remarque.
- 1958 : Le Temps d'aimer et le Temps de mourir (A Time to Love and a Time to Die) de Douglas Sirk. Scénario d’Orin Jannings et E.M. Remarque (d’après son roman Zeit zu leben und Zeit zu sterben). E.M. Remarque y apparaît dans le rôle du professeur Pohlman.
- 1977 : Bobby Deerfield de Sydney Pollack. Scénario d’E.M. Remarque (d’après son roman Der Himmel kennt keine Günstlinge) et Alvin Sergent.
- 1979 : À l'Ouest, rien de nouveau (All Quiet on the Western Front). Téléfilm de Delbert Mann. Scénario de Paul Monash et E.M. Remarque (d’après son roman).
- 1984 : Arch of Triumph (en). Téléfilm de Waris Hussein, scénario de Charles E. Israël et E.M. Remarque (d’après son roman).
- 2022 : À l'Ouest, rien de nouveau (Im Westen nichts Neues), film d'Edward Berger.

## Récompenses et hommages

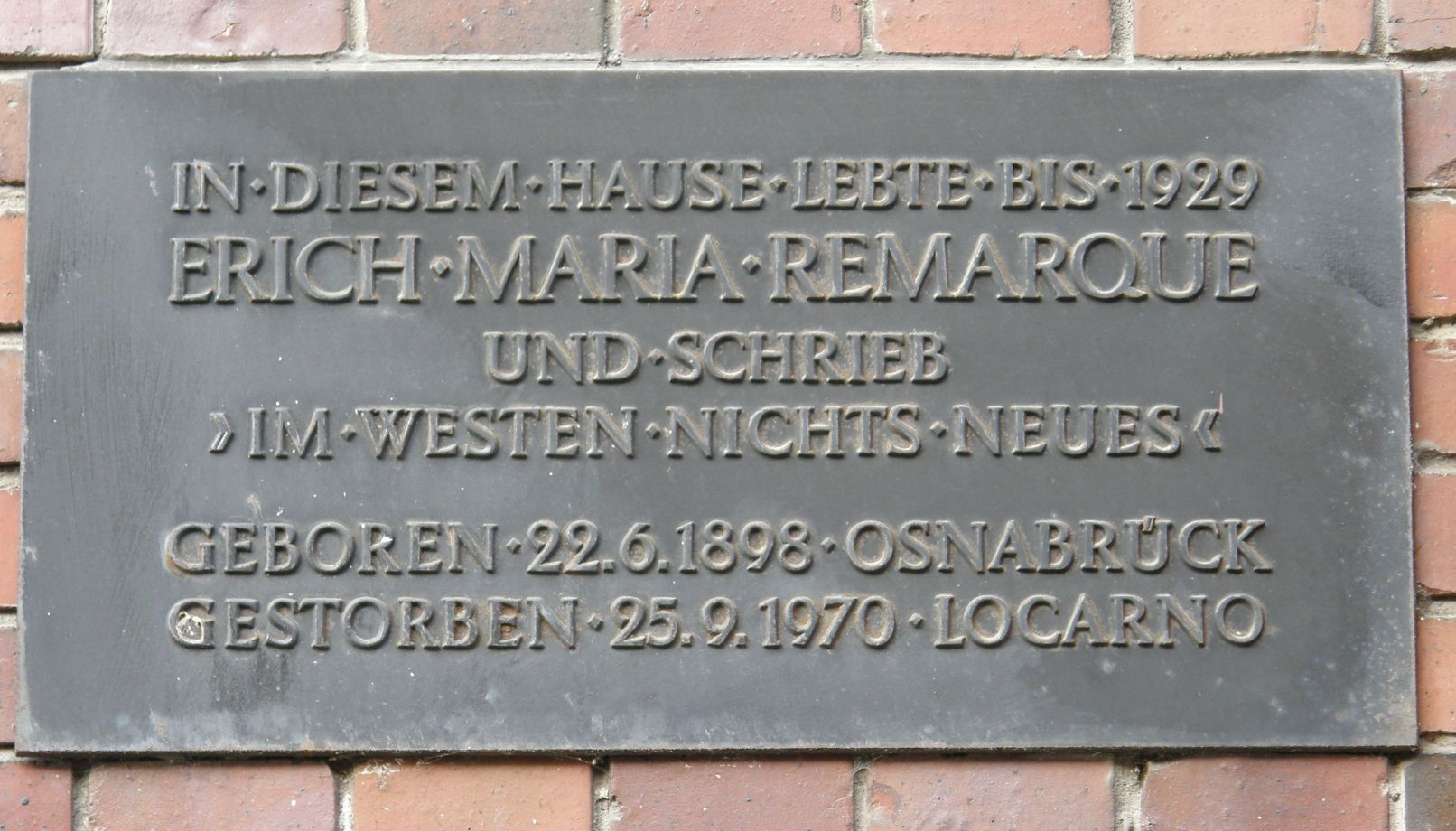
Plaque commémorative sur la Wittelsbacherstraße, à Berlin.

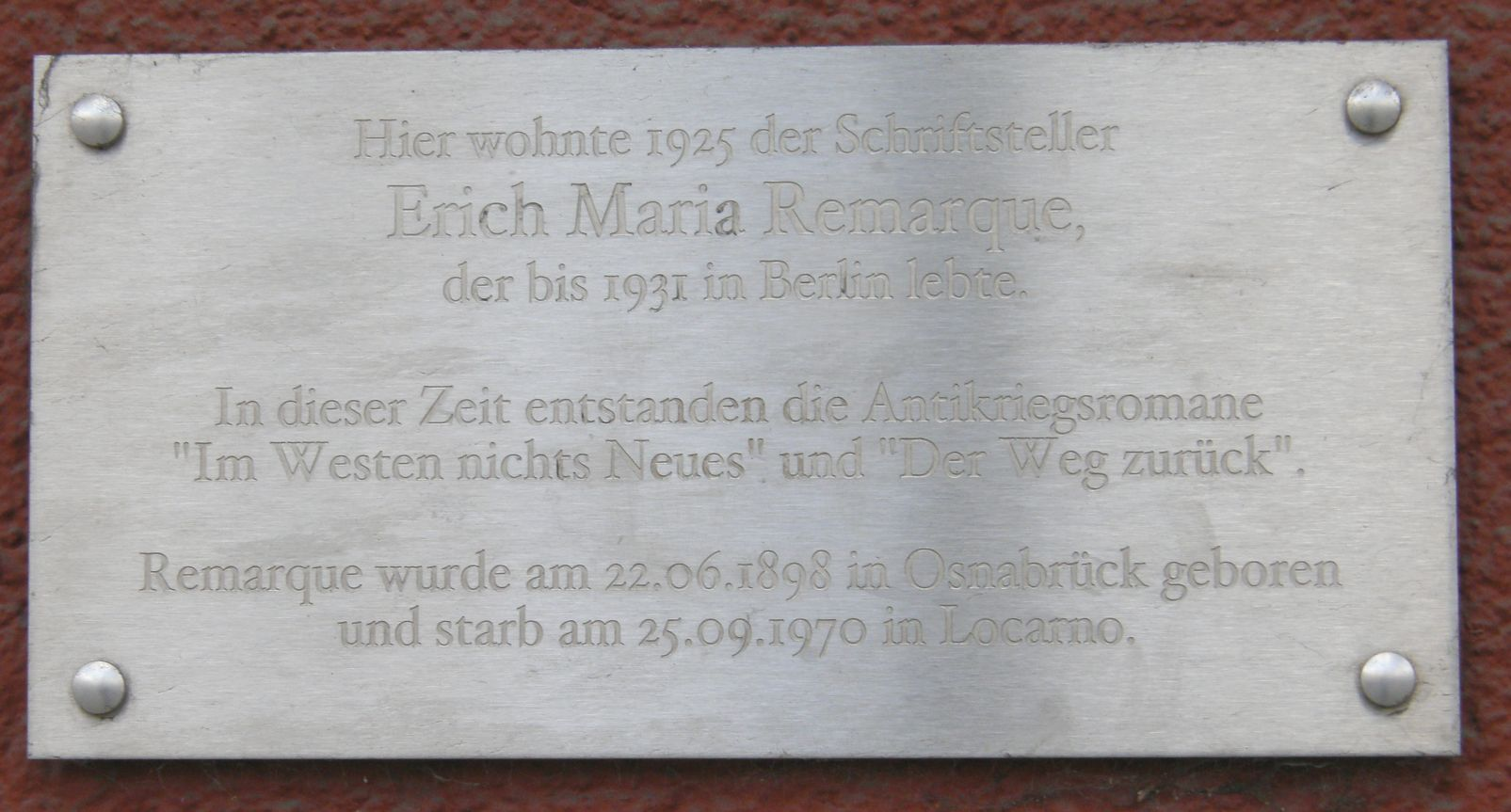
Plaque commémorative sur la, à Berlin.

- 1964 : la médaille Justus-Möser (de) de la ville d'Osnabrück lui est attribuée à l’initiative de son ami d’enfance Hanns-Gerd Rabe (de)[15].
- 1967 : l'ordre du Mérite de la République fédérale d'Allemagne lui est remis.
- 1968 : il est fait citoyen d'honneur de la ville d'Ascona, voisine de Porto Ronco où il habite, sur les bords du lac Majeur, en Suisse.
- 1995 : l'historien Tony Judt fonde le Erich Maria Remarque Institute[16] au sein du Centre d'études européennes et méditerranéennes de l'université de New York[17].
- 1999 : l'astéroïde (10119) Remarque est nommé en son honneur.
- 1972 et 1999 : des plaques commémoratives sont apposées à ses anciens domiciles de Berlin, au 114 du Kaiserdamm (en 1972) et au 5 de la Wittelsbacherstraße (en 1999)[18].
- 2014-2015 : à l'occasion du centième anniversaire du début de la Première Guerre mondiale, le théâtre d'Osnabrück (de) lance le « projet communal Remarque » : dans différents endroits de la ville, le théâtre aborde la personnalité de l’écrivain. Le « projet communal Remarque » accompagne les mises en scène pendant la saison 2014-2015 avec des projets, des lectures et des visites guidées[19].
- 2017 : le centre de premier accueil (de) de migrants d'Osnabrück « Natruper Holz » est renommé « maison Erich-Maria-Remarque »[20].

### Odonymie
- En 1971, le Karlsring (boulevard Karl) d'Osnabrück est renommé Erich-Maria-Remarque-Ring.
- Une rue porte son nom dans la petite ville de Klein Berßen, où il a enseigné en mai 1920.
- À Löhne (en Rhénanie-du-Nord-Westphalie) une place porte son nom, à proximité de la gare. Löhne est un exemple de gare de transit cité dans À l'Ouest, rien de nouveau.
- À Wietmarschen (incluant désormais le faubourg de Lohne (de)), une rue porte son nom et, dans la cour de l’école primaire locale, une plaque commémorative rappelle sa courte carrière d’enseignant à Lohne.